# Tretze
Tretze (auch Neckball oder Esel/Schweinchen in der Mitte genannt) ist ein einfaches Ballspiel für mindestens drei Personen. Es wird als Kinderspiel auf der ganzen Welt gespielt.

## Etymologie
Jemanden zu „tretzen“ bedeutet so viel wie, ihn zu necken. Das Spiel heißt so, weil die beiden Außenspieler den Innenspieler, der in der „Tretze“ gefangen ist, zum Beispiel durch Täuschungsmanöver necken können. Das Spiel hat regional unterschiedliche Namen, zum Beispiel „Tratze“, „Schweinchen in der Mitte“, „Neckball“, „Dummer Hans“, „Esel in der Mitte“, „Schweinchen ärgern“, „Dummer Junge“, „Affen tretzen“, „Affen tratzen“ (schwäbische Mundart), „Affen reizen“ (Österreich), „Männchen in der Soße“ (badische Mundart) oder auch „Tratzball“

## Spielregeln
Das Spiel wird normalerweise im Freien gespielt, kann jedoch auch in der Halle stattfinden. Die drei Spieler stellen sich in einer Reihe auf:
Die Basisregeln des Spiels sind wie folgt:
```
    A          C          B
```

A und B spielen einander einen Ball hin und her. Knaurs Spielbuch empfiehlt einen Abstand von 10 bis 15 m. Der Spieler in der Mitte (C) muss versuchen, den Ball im Flug zu erwischen. Damit dies nicht zu einfach ist, verändern A und B ihre Position ständig leicht. Wenn es C gelingt, den Ball zu fangen, darf er aus der Mitte  heraus und vertauscht seine Position mit demjenigen Spieler, der den Ball zuletzt geworfen hat, z. B. A: 
```
    C          A          B
```

Nun ist Spieler A in der „Tretze“ und muss versuchen, sich durch Fangen des Balls daraus zu befreien. Die Außenspieler spielen konstruktiv, d. h., sie werfen so, dass der andere Außenspieler den Ball gut fangen kann. Der Ball darf beliebig geworfen werden, er kann auch auf dem Boden auftreffen oder, falls es die Situation erlaubt, sogar zugerollt werden. Das Spiel ist besonders lustig, wenn die Außenspieler den Ball so spielen, dass der Spieler in der „Tretze“ ihn gerade eben nicht erreicht. Deshalb werden Würfe im hohen Bogen eher vermieden, auch wenn es in den Spielregeln keine Strafe dafür gibt. Ein berührter, aber nicht gefangener Ball gilt nicht als gefangen.
Das Spiel trainiert das Koordinationsvermögen aller drei Spieler und reizt zu Einfallsreichtum und ausgefallenen Würfen und Bewegungen.
Bei mehr als drei Spielern stellen diese sich, mit Ausnahme dessen in der Mitte, näherungsweise im Kreis auf.

## Varianten
- Bei vier (und mehr) Spielern können auch zwei (ggf. drei) Spieler in der Mitte stehen (dann wird es allerdings schwieriger, den Ball hin- und herzuspielen).
- Statt eines Balls kann auch eine Frisbee-Scheibe o. ä. geworfen werden.
- Das Spiel kann auch im Wasser gespielt werden.
- Das Spielfeld wird begrenzt und die Zuspielenden dürfen sich nur innerhalb der Markierung bewegen. Wird die Grenze übertreten, muss man in die Mitte.
- Ab sechs Spielern kann der Pass zum direkten Nebenmann verboten werden.
- Hat ein Spieler einen offensichtlich fangbaren Ball nicht gefangen und ist er anschließend vom Mann in der Mitte gefangen worden, so muss er auch dann in die Mitte, wenn nicht er den Ball zuletzt berührt hatte (instinktiv gerechter, kann aber schwierig auszudiskutieren sein).